# Žoltorobi rjavopor
Žoltorobi rjavopor (znanstveno ime Phaeolus schweinitzii) je gliva iz rodu rjavoporov (Phaeolus).

## Značilnosti
Je spremenljivih oblik in barv. Mlada gliva ima obliko rumene kepice, kasneje pa se razvije v večplastne klobuke. V starosti se barve spremenijo iz rumeno rjave v rjasto rjavo ter postane precej trda. Rob je žvepleno rumene barve.
Trosovnica je sestavljena iz drobnih luknjic, ki so okrogle ali labirintaste. Pri mladih gobah se na njihovi površini lahko izločajo kapljice. Najprej so rumene, v starosti postanejo sivo rjave.

## Razširjenost in življenjski prostor
Je zajedalec na živih drevesih, predvsem na iglavcih, in povzroča rjavo trohnobo. Če raste iz korenin, lahko daje vtis, da raste iz tal. Po odmrtju gostitelja raste še naprej kot gniloživka.

## Mikroskopske značilnosti
Trosni odtis je rumenkaste barve. Trosi so elipsasti, prosojni in gladki ter merijo 4,5–6 × 3,5 µm.

## Uporabnost
Neužiten.
Ta goba se tradicionalno uporablja kot vir naravnih barvil. Odvisno od uporabljenega luga lahko proizvede različne odtenke zelene, rumene, zlate ali rjave.

## Galerija slik
- Mlada goba
- Zrela goba